# Kaska Dena
Pour l'ancien peuple d'Anatolie, voir Kaskians.
Les Kaska Dena ou Kaska (ou Dene K’éh) sont un peuple nord-américain des Premières nations parlant le kaska (du groupe ethnolinguistique athapascan) qui vit principalement dans des régions subarctiques du nord de la Colombie-Britannique et du sud-est du Yukon, au Canada, un territoire qu'ils nommaient le Dene Kēyeh, une expression signifiant en kaska « le pays des peuples » correspondant aujourd'hui en partie à un parc paysager d'environ 6,4 millions d'hectares, sans route et considéré comme une des zones parmi les plus sauvages des montagnes Rocheuses (parfois présenté comme un « Serengeti du Nord » par les environnementalistes).

## Communautés
Parmi les Premières nations, les communautés des Kaska Dena comprennent :
- Ross River (Yukon) (Ross River Dena Council)
- Watson Lake (Yukon) et Upper Liard (Yukon) (Liard River First Nation)
- Good Hope Lake (Colombie-Britannique) (Dease River First Nation)
- Lower Post (Colombie-Britannique) près du Lac Watson (Lower Post First Nation)
- Fort Ware (Colombie-Britannique) (Kwadacha First Nation)

Des Kaska Dena vivent également dans les communautés de Fireside et de Muncho Lake en Colombie-Britannique, entre le Lac Watson et Fort Nelson, en Colombie-Britannique, le long de la route de l'Alaska.
Comme chez les autres Dénés du Nord, les Kaska vivaient encore en petits groupes familiaux, même après l'arrivée des premiers commerçants de la baie d'Hudson.

## Territoire
Les communautés kaska sont aujourd'hui artificiellement divisées par une territorialisation qui leur a été imposée, via les frontières coloniales, qui les obligent encore à négocier séparément avec un état central et deux autorités provinciales/territoriales, chacune d'entre elles souhaitant un règlement foncier permettant de cadrer leur futur développement, économique notamment. 
Le peu de terres qui leur sont officiellement reconnu par la Couronne est contesté car cette surface est sans comparaison avec les 240 000 km2 de leurs terres traditionnelles, telles que défini par leur conseil (Kaska Dena Council 2013). 
Les Kaska Dene n'ont donc toujours pas signé de traité territorial, ni dans le Yukon, ni en Colombie-Britannique en raison de « revendications territoriales non réglées » liées à des « terres mises de côté » en vertu de la Loi sur les Indiens.

Jusque dans les années 1960, ils vivaient en petites communautés très dispersées se déplaçant dans le paysage pour pêcher, piéger, chasser et récolter des baies en fonction de la saison.

## Culture et histoire

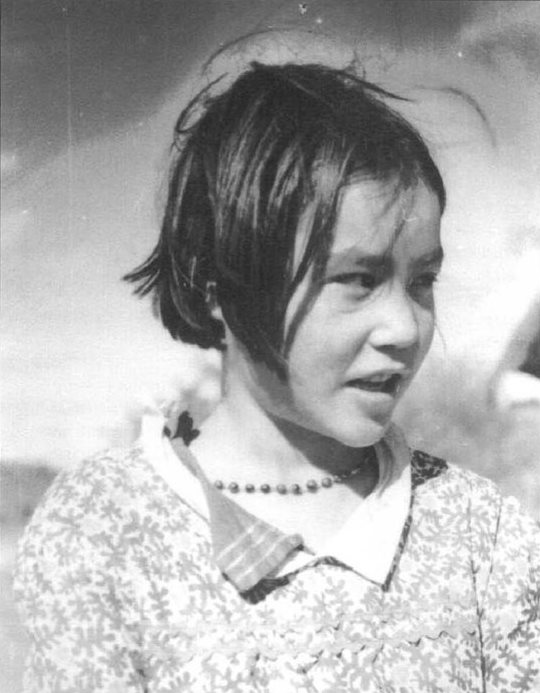
Fillette Kaska (1948) : les enfants Kaska ont durant plusieurs générations subi une scolarisation forcée (dans les « pensionnats d'Indiens » dans ce cas), loin de leur communauté, ce qui est une source fréquente de traumatisme transgénérationnel.

Historiquement, les Kaska Dena, animistes, entretenaient une relation respectueuse avec la terre et l'environnement, tout en pêchant et prenant part aux chasses traditionnelles saisonnières (caribou notamment) et ils récoltaient, également saisonnièrement, d'autres aliments comme des baies. 
Ils utilisaient autrefois les cours d'eau (comme les rivières Liard et Frances, pour se rendre du lac Dease au lac Frances, dans le Yukon). 
Ils entretenaient aussi des réseaux de chemins et sentiers pour se déplacer, chasser, pêcher.
Après l'arrivée des colons européens dans le Yukon, la construction de la route de l'Alaska, ainsi que les tentatives d'assimilation coloniale ou culturelle menées par le gouvernement, ont fait que les Kaska ont perdu une grande partie de leur culture, incluant pour beaucoup leur langue (le kaska). 

Lower Post, en Colombie-Britannique, abritait l'un des « pensionnats indiens » où les Kaska avaient obligation d'envoyer leurs enfants, jusqu'à sa fermeture en 1975 (Une thèse universitaire récente en ethnologie, intitulée « The Kaska Dene : a study of colonialism, trauma and healing in Dene Kēyeh » étudie comment ces pensionnats ont contribué à un trauma plurigénérationnel, à la perte de l'identité culturelle et à la contestation des perceptions du territoire Dene Kēyeh dans le paysage actuel.
Les enfants Kaska ont durant plusieurs générations (comme ceux d'autres peuples autochtones dans d'autres régions du monde), subi une scolarisation forcée (dans les "pensionnats d'indiens" dans ce cas), loin de leur communauté. D Chansonneuve affirme que les problèmes sanitaires et sociaux urgents de nombreux autochtones au Canada, aujourd’hui, sont directement liés à ce fait ; ils y ont en outre souvent été maltraités et c'est le lieu qui enseignait le plus aux enfants autochtones à ressentir de la honte vis-à-vis de leur patrimoine, leur langue, leurs coutumes et traditions spirituelles. Et on sait aujourd'hui que les traumatismes importants et longs (même s'ils n'ont pas été racontés aux enfants) peuvent avoir des conséquences épigénétiques négatives pouvant perdurer sur plusieurs générations
Ce peuple a en effet été confronté à l'arrivée des trappeurs et d'autres colons, à la scolarité forcée en pensionnat et à l'industrie de l'amiante (qui est restée particulièrement longtemps florissante au Canada, bien après que la dangerosité de ce minéral ait été démontrée) et à l'industrie papetière et sylvicole. 

Une partie des Kaska Dena vivent encore de la chasse et de la pêche. Leur territoire est encore riche en forêts anciennes de pins, d'épinette et de sapin baumier ; il abrite aussi du gibier et une grande faune ailleurs souvent relictuelle ou disparue (grizzly notamment) ; mais la forêt y est de plus en plus soumise à de vastes coupes rases de la part d'entreprises forestières, surtout utilisée pour la fabrication de papier  via une usine appartenant à Abitibi Consolidated Ltd (leader mondial pour la fabrication de papier journal, à destination des États-Unis notamment). 

Des conflits entre communautés autochtones et entreprises forestières et papetières sont fréquents au Canada. Abitibi dit travailler avec les Kaska Dena pour développer des formes d'exploitation forestière plus respectueuses de l'environnement. L'Abitibi a aidé les Kaska Dena à créer leur propre entreprise forestière.
En 2004, des communautés relativement isolées ne disposaient encore que de groupes diesels tombant parfois en panne en plein hiver comme source d'électricité, alors que leurs ressources forestières (y compris autres que le bois) sont mises en péril par les coupes rases sources d'érosion et de dégradation des cours d'eau et des eaux de surface et par les plantations artificielles, en rapportant des millions de dollars à d'autres, notait Dave Porter (chef du Conseil des Kaska Dena), qui engage les consommateurs américains à se poser des questions sur les impacts de l'exploitation forestière au Canada. Tous les peuples autochtones et toutes les ONG environnementales protestent contre les immenses coupes à blanc qui continuent à se faire au Canada, mais au même moment, à Montréal, Marc Osborne (porte-parole de l’entreprise Abitibi) défend son entreprise en déclarant qu'elle adhère « à la durabilité ».  Répondant à la demande de bois en hausse, le Canada a intensifié ses coupes rases (passées de 1,6 million d'acres en 1970 à 2,5 millions d'acres en 2001), souvent au détriment de populations autochtones. Au début des années 2000, cet afflux de bois/papier vers les États-Unis, a suscité un différend commercial (Cf. droit de douane de 27% sur les importations de bois d’œuvre canadien vers les États-Unis) et les environnementalistes protestent contre ce qu'ils estiment être un saccage des sols et écosystèmes forestiers, alors qu'il existerait des méthodes de gestion plus douces et plus soutenables (de type prosilva par exemple). Selon certaines sources, en 2004, les autorités canadiennes sont encore dans le déni concernant ces impacts : « Un porte-parole du ministère des Richesses naturelles de l'Ontario, qui loue des forêts provinciales à des entreprises de transformation du bois, a déclaré que l'exploitation forestière à la canadienne est en bonne santé, car elle imite la force de régénération naturelle des feux de forêt. "Une coupe à blanc n'est pas la fin de la forêt", a déclaré Joe Churcher, responsable de la politique forestière du ministère. "C'est le début." Beaucoup de membres de l'industrie disent que les préoccupations concernant les coupes sont exagérées. "Nous ne sommes certainement pas à court d'arbres", a déclaré Ed Greenberg, porte-parole de l'Alberta Forest Products Association, un groupe de commerce. "Nous sommes aussi préoccupés par l'environnement que quiconque..." » .
En 2005, le film One of Many de la réalisatrice française Jo Béranger (titre français : Voyage en mémoires indiennes, 2004) décrit Sally Tisiga, une Kaska, à la recherche de son identité culturelle.
En 2017, après des études sur le potentiel géothermique dans le sud-est du Yukon S'appuyant sur les travaux du Barkley Project Group et de Mira Geosciences dans l'évaluation des ressources géothermiques le long de la zone de faille Tintina, une évaluation faite en lien avec les Kaska Dene « dans le but de sensibiliser et d’éduquer la communauté » sur ce sujet, il est suggéré que les ressources géothermiques pourraient aussi être exploitées dans ce territoire pour la nation Kaska ; un rapport a été publié sur ces ressources géothermiques, leurs  implications sociales et environnementales potentielles ; avec une évaluation économique de préfaisabilité du remplacement du diesel polluant par la géothermie qui pourrait alors produire chaleur et d’électricité tout en servant des objectifs socio-économiques à long terme pour les communautés nordiques isolées dans le Yukon.

## Protection d'une zone au nord de la Colombie-Britannique
Ce projet est porté par la communauté Kaska, via l'Institut Dena Kayeh, depuis plusieurs années. 
Après qu'une étude publiée en juillet 2019 par l’Université de la Colombie-Britannique, ait confirmé que la biodiversité des terres gérées ou cogérées par les communautés autochtones était plus élevée que celle des parcs ou des réserves fauniques existantes, en soulignant le rôle important des communautés autochtones dans la protection des espèces et de leurs habitats, le gouvernement fédéral canadien a annoncé en août 2019 qu'il allait le financer (via le Programme de conservation du patrimoine naturel canadien qui est doté de 100 millions de dollars et qui implique aussi la participation du gouvernement de Colombie-Britannique et des ONG telles que Conservation de la nature Canada).
L'aire protégée couvre environ 40 000 km2 (plus que la taille de l'île de Vancouver), englobant plusieurs bassins versants et des habitats de nombreuses espèces menacées dont le caribou.

## Divers
Une hypothèse est que le nom de la ville fantôme Cassiar, construite autour de sites d'extraction d'amiante, serait une variante du nom Kaska, la ville étant nommée d'après le peuple Kaska qui habitait cette région ; Une autre hypothèse est que Cassiar vient du mot kaska qui désignant soit un oiseau noir, soit le minerai d’amiante fibreux sur lequel la ville a été construite.